# Fresnoy-Folny
Fresnoy-Folny település Franciaországban, Seine-Maritime megyében. Lakosainak száma 689 fő (2022. január 1.). Fresnoy-Folny Avesnes-en-Val, Grandcourt, Les Ifs, Londinières, Puisenval, Saint-Pierre-des-Jonquières és Wanchy-Capval községekkel határos.

## Népesség
A település népességének változása:
| Lakosok száma | 708  | 712  | 717  | 699  | 686  | 672  | 678  | 672  | 689  |
|               | 2013 | 2015 | 2016 | 2017 | 2018 | 2019 | 2020 | 2021 | 2022 |